# ワシーリー・サフォーノフ
ワシーリー・イリィチ・サフォーノフ（Vasily Ilyich Safonov (Васи́лий Ильи́ч Сафо́нов), 1852年2月6日 - 1918年2月27日）はロシアのピアニスト・指揮者・音楽教師・作曲家。

## 略歴
カフカス地方でコサックの家系のロシア人将校の家庭に生まれる。サンクトペテルブルクで教育を受け、法学学士号を取得するかたわら、1881年よりペテルブルク音楽院に入学、1885年に大金メダルを得てピアノ科を修了した。テオドール・レシェティツキとザレンバにも師事する。
作曲家としては特に成功しなかったが、練達の音楽教師として成功し、1889年にはモスクワ音楽院院長に就任した。ニューヨーク・ナショナル音楽院の院長も勤めた。ピアノの門弟に、アレクサンドル・スクリャービン、ヨゼフ・レヴィーン、ロジーナ・ベッシー、ニコライ・メトネルらがいる。スクリャービン作品に要求される精妙なペダル操作は、サフォーノフの影響にあると言われる。ラフマニノフとは折り合いが悪かった。
教育界から退いた後、指揮者として有名になり、ヨーロッパのほとんどすべての主要なオーケストラに客演した。決して指揮棒を使おうとなかったために、当時の聴衆は狐につままれたような気分になったといわれる。

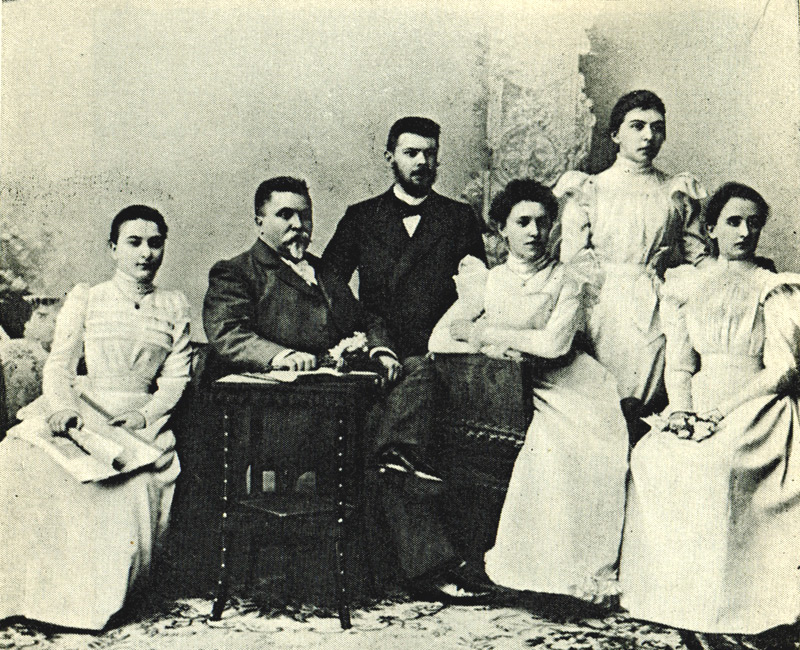
ワシーリー・サフォーノフとモスクワ音楽院の彼の生徒たち(左から右に): ロジーナ・ベッシー、 アレクサンドル・ゲディケ、エレーナ・ベクマン＝シチェルビナ、オリンピアーダ・ダルダショワ、アグライダ・フリードマン

## 主な客演先
- ベルリン・フィルハーモニー管弦楽団
- ウィーン・フィルハーモニー管弦楽団
- プラハ・フィルハーモニー管弦楽団
- ラムルー管弦楽団（パリ）
- ロンドン交響楽団
- ローマ聖チェチーリア音楽院管弦楽団
- ニューヨーク・フィルハーモニー協会